# Babacar
Babacar foi um supergrupo de rock formado na Inglaterra, com ex-membros de Shelleyan Orphan, The Cure e Presence. O grupo lançou um álbum em sua breve existência, seu auto-intitulado álbum de estreia em 1998, antes que a banda se separasse quando Shelleyan Orphan se reunisse em 2000.

## História
Antes de formar Babacar no final dos anos 90, a vocalista Caroline Crawley cantou na Shelleyan Orphan até sua separação em 1993, enquanto o guitarrista Rob Steen e o baixista Roberto Soave tocaram juntos na Presence e o baterista Boris Williams (então namorado de Crawley) tocou por quase uma década com a The Cure. Soave e Williams também tocaram juntos no terceiro álbum de Shelleyan Orphan, Humroot, e tocaram ao vivo com The Cure quando Soave foi convidado a substituir Simon Gallup quando ele ficou doente durante a parte europeia da turnê Wish, Soave o substituiu no baixo. Embora Jemaur Tayle, a outra metade da Orphan, tenha participado mais tarde, ele não participou da gravação do único álbum do grupo.

## Membros
- Caroline Crawley — vocais
- Roberto Soave — baixo
- Rob Steen — guitarra
- Jemaur Tayle — guitarra (não aparece no álbum)
- Boris Williams — bateria

### Convidados especiais/equipe adicional
- Porl Thompson — guitarra, banjo
- Bruno Ellingham — violino
- Tristan Powell

## Discografia

### Álbuns
- Babacar (1998)

### Singles
- "Midsummer"

### Lados B
- "Butterfly"
- "Celtic Air"